# Le Haut Soultzbach
Ne doit pas être confondu avec Soultzbach-les-Bains.

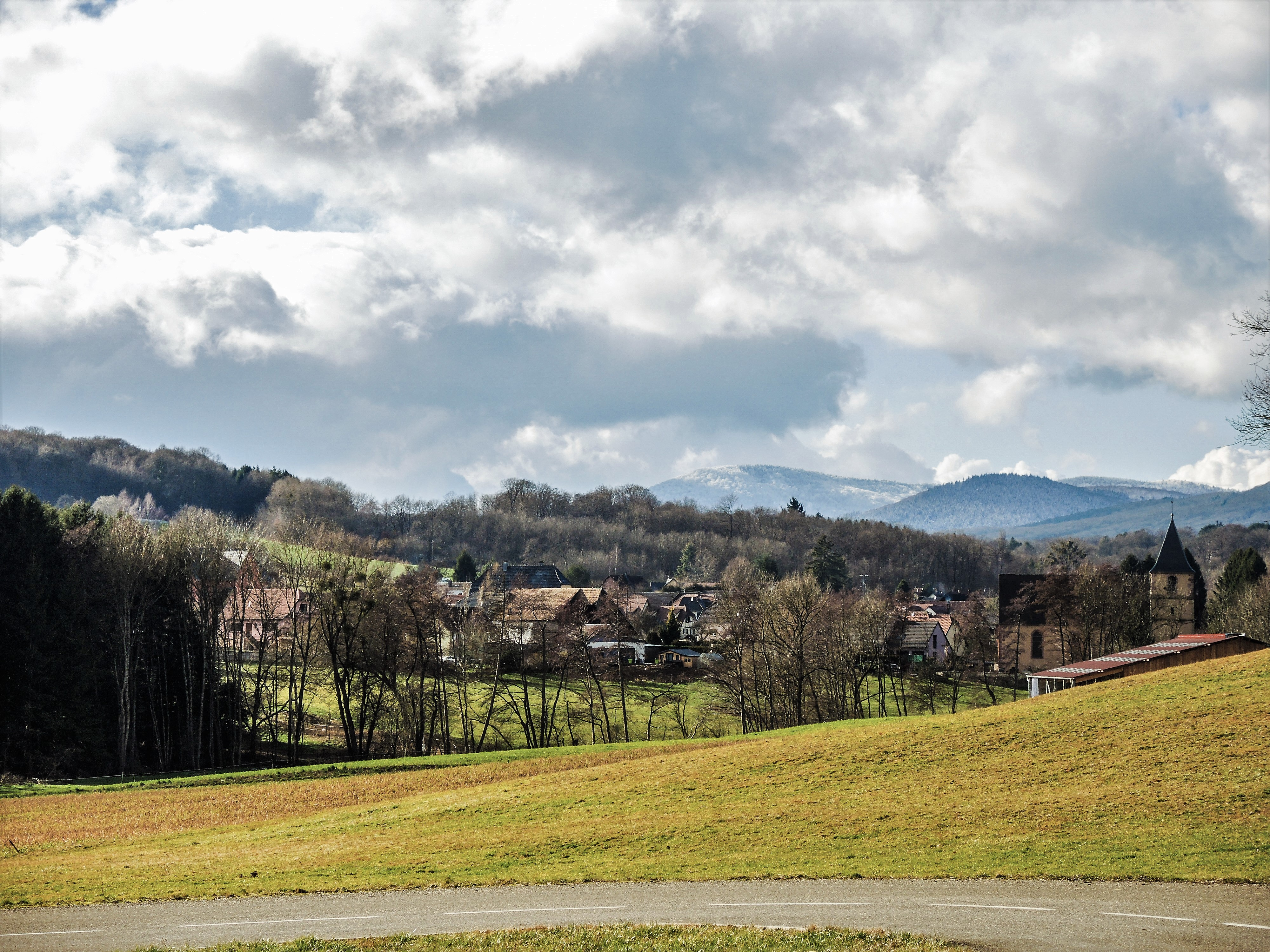
Mortzwiller, vu de la route Soppe-le-Haut-Guewenheim

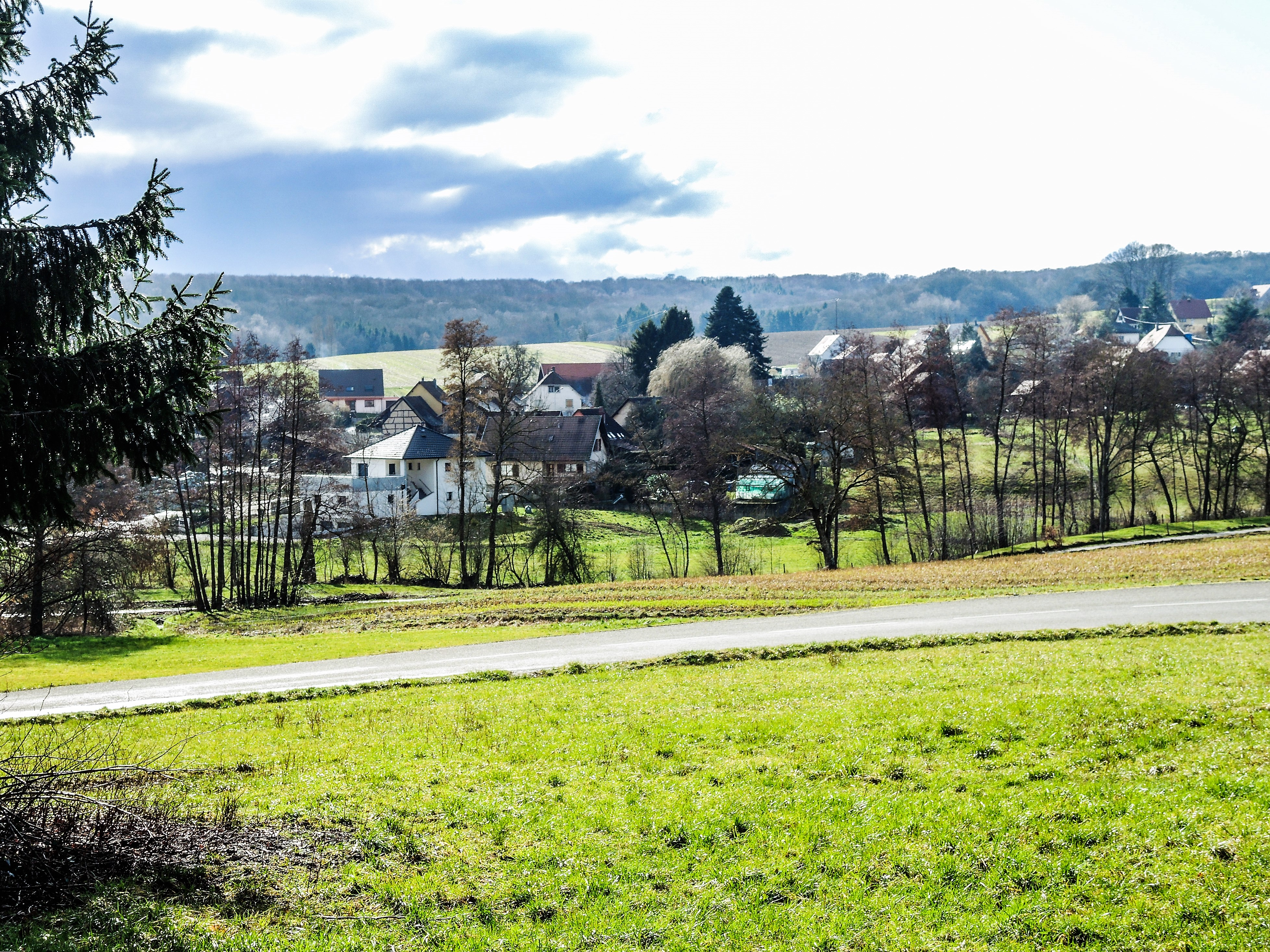
Soppe-le-Haut, vu de la route de Guewenheim

Le Haut Soultzbach est, depuis le 1er janvier 2016, une commune nouvelle française située dans l'aire d'attraction de Mulhouse et faisant partie de la collectivité européenne d'Alsace (circonscription administrative du Haut-Rhin), en région Grand Est. Elle est issue du regroupement des deux communes de Mortzwiller et Soppe-le-Haut.

## Géographie
| Masevaux                             | Lauw Sentheim      | Guewenheim   |
| Petitefontaine Territoire de Belfort | Le Haut-Soultzbach |              |
| Éteimbes                             | Bretten            | Soppe-le-Bas |

### Hydrographie

#### Réseau hydrographique
La commune est traversée par la ligne de partage des eaux entre les bassins versants du Rhin et de la Saône au sein respectivement du bassin Rhin-Meuse et du bassin Rhône-Méditerranée-Corse. Elle est drainée par le ruisseau Soultzbach et le Hahnebach,,.
Le ruisseau Soultzbach, d'une longueur de 17 km, prend sa source dans la commune  et se jette  dans la Largue à Balschwiller, après avoir traversé sept communes.

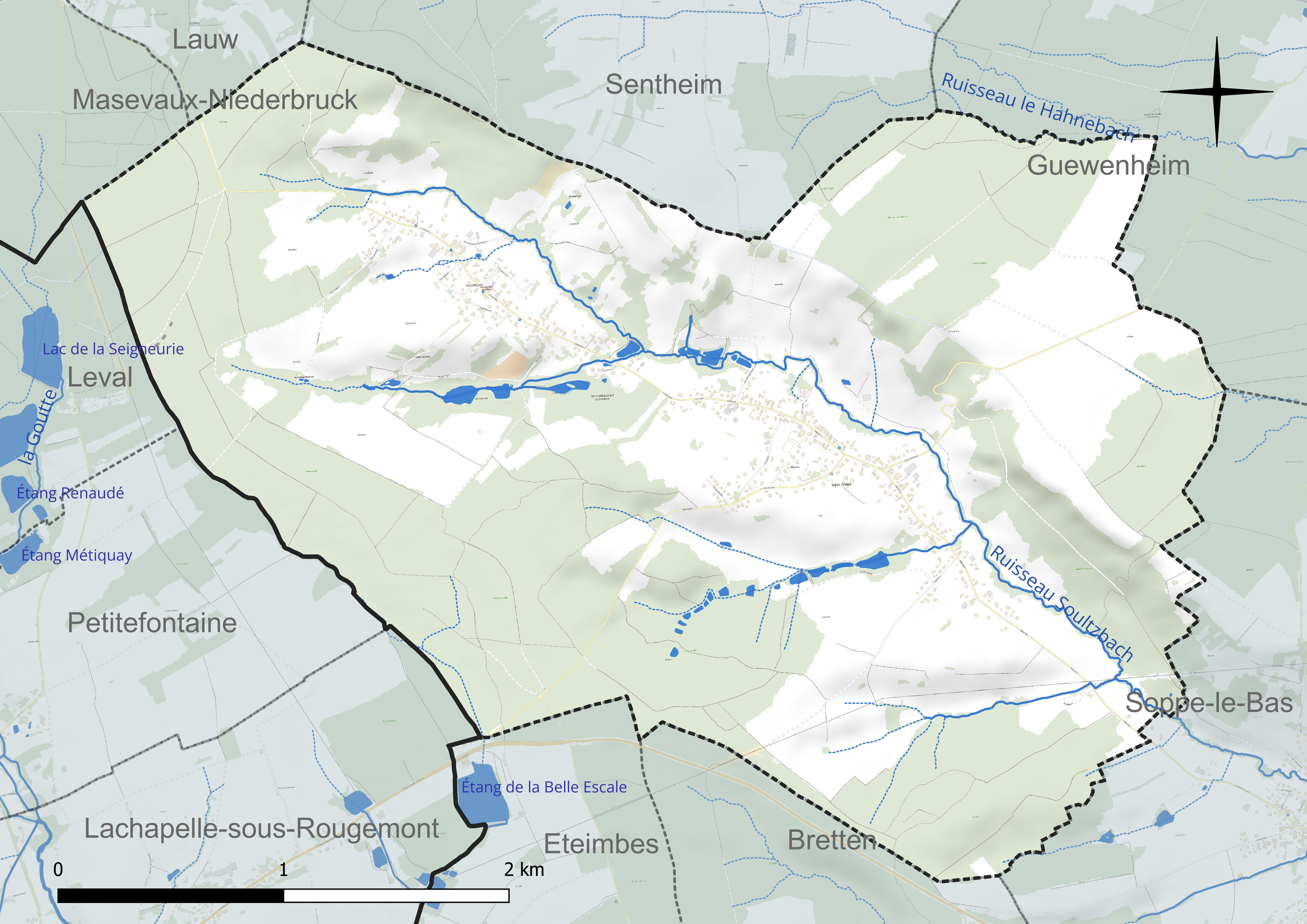
Réseau hydrographique du Haut.

#### Gestion et qualité des eaux
Le territoire communal est couvert par le schéma d'aménagement et de gestion des eaux (SAGE) « Largue ». Ce document de planification concerne le bassin versant de la Largue et une zone située à l'ouest du périmètre (la région de Montreux). Ce territoire s'étend sur 385 km2. Le périmètre a été arrêté le 4 mars 1996 et le SAGE proprement dit a été approuvé le 24 septembre 1999 puis révisé le 17 mai 2016. La structure porteuse de l'élaboration et de la mise en œuvre est le Syndicat mixte pour l'aménagement et la renaturation du bassin versant de la Largue et du secteur de Montreux, qui a évolué en Epage le 1er janvier 2018, sous le nom de Epage Largue.
La qualité des cours d’eau peut être consultée sur un site dédié géré par les agences de l’eau et l’Agence française pour la biodiversité.

### Climat
Pour des articles plus généraux, voir Climat du Grand Est et Climat du Haut-Rhin.
En 2010, le climat de la commune est de type climat des marges montargnardes, selon une étude du Centre national de la recherche scientifique s'appuyant sur une série de données couvrant la période 1971-2000. En 2020, Météo-France publie une typologie des climats de la France métropolitaine dans laquelle la commune est exposée à un climat semi-continental et est dans la région climatique Vosges, caractérisée par une pluviométrie très élevée (1 500 à 2 000 mm/an) en toutes saisons et un hiver rude (moins de 1 °C).
Pour la période 1971-2000, la température annuelle moyenne est de 9,7 °C, avec une amplitude thermique annuelle de 17,3 °C. Le cumul annuel moyen de précipitations est de 1 043 mm, avec 10,6 jours de précipitations en janvier et 10,4 jours en juillet. Pour la période 1991-2020, la température moyenne annuelle observée sur la station météorologique de Météo-France la plus proche, « Felon_sapc », sur la commune de Felon à 6 km à vol d'oiseau, est de 10,3 °C et le cumul annuel moyen de précipitations est de 1 056,1 mm. 
La température maximale relevée sur cette station est de 38 °C, atteinte le 7 août 2015 ; la température minimale est de −19,3 °C, atteinte le 20 décembre 2009,,.
Les paramètres climatiques de la commune ont été estimés pour le milieu du siècle (2041-2070) selon différents scénarios d'émission de gaz à effet de serre à partir des nouvelles projections climatiques de référence DRIAS-2020. Ils sont consultables sur un site dédié publié par Météo-France en novembre 2022.

## Urbanisme

### Typologie
Au 1er janvier 2024, Le Haut Soultzbach est catégorisée commune rurale à habitat dispersé, selon la nouvelle grille communale de densité à sept niveaux définie par l'Insee en 2022.
Elle est située hors unité urbaine. Par ailleurs la commune fait partie de l'aire d'attraction de Mulhouse, dont elle est une commune de la couronne,. Cette aire, qui regroupe 132 communes, est catégorisée dans les aires de 200 000 à moins de 700 000 habitants,.

## Histoire
La nouvelle commune a été créée le 1er janvier 2016, entraînant la transformation des deux anciennes communes en « communes déléguées » dont la création a été entérinée par l'arrêté du 23 octobre 2015.

## Politique et administration
| Période        | Période                   | Identité                                    | Étiquette | Qualité           |
| -------------- | ------------------------- | ------------------------------------------- | --------- | ----------------- |
| 6 janvier 2016 | En cours (au 31 mai 2020) | Franck Dudt, Réélu pour le mandat 2020-2026 |           | Chef d'entreprise |

Jusqu'aux prochaines élections municipales de 2020, le conseil municipal de la nouvelle commune est constitué de l'ensemble des conseillers municipaux des anciennes communes.

## Population et société

### Démographie
| Nom                 | Code Insee | Intercommunalité                             | Superficie (km2) | Population (dernière pop. légale) | Densité (hab./km2) |
| ------------------- | ---------- | -------------------------------------------- | ---------------- | --------------------------------- | ------------------ |
| Mortzwiller (siège) | 68219      | CC de la Vallée de la Doller et du Soultzach | 4,23             | 336 (2013)                        | 79                 |
| Soppe-le-Haut       | 68314      | CC de la Vallée de la Doller et du Soultzach | 7,37             | 567 (2013)                        | 77                 |

## Culture locale et patrimoine

### Lieux et monuments

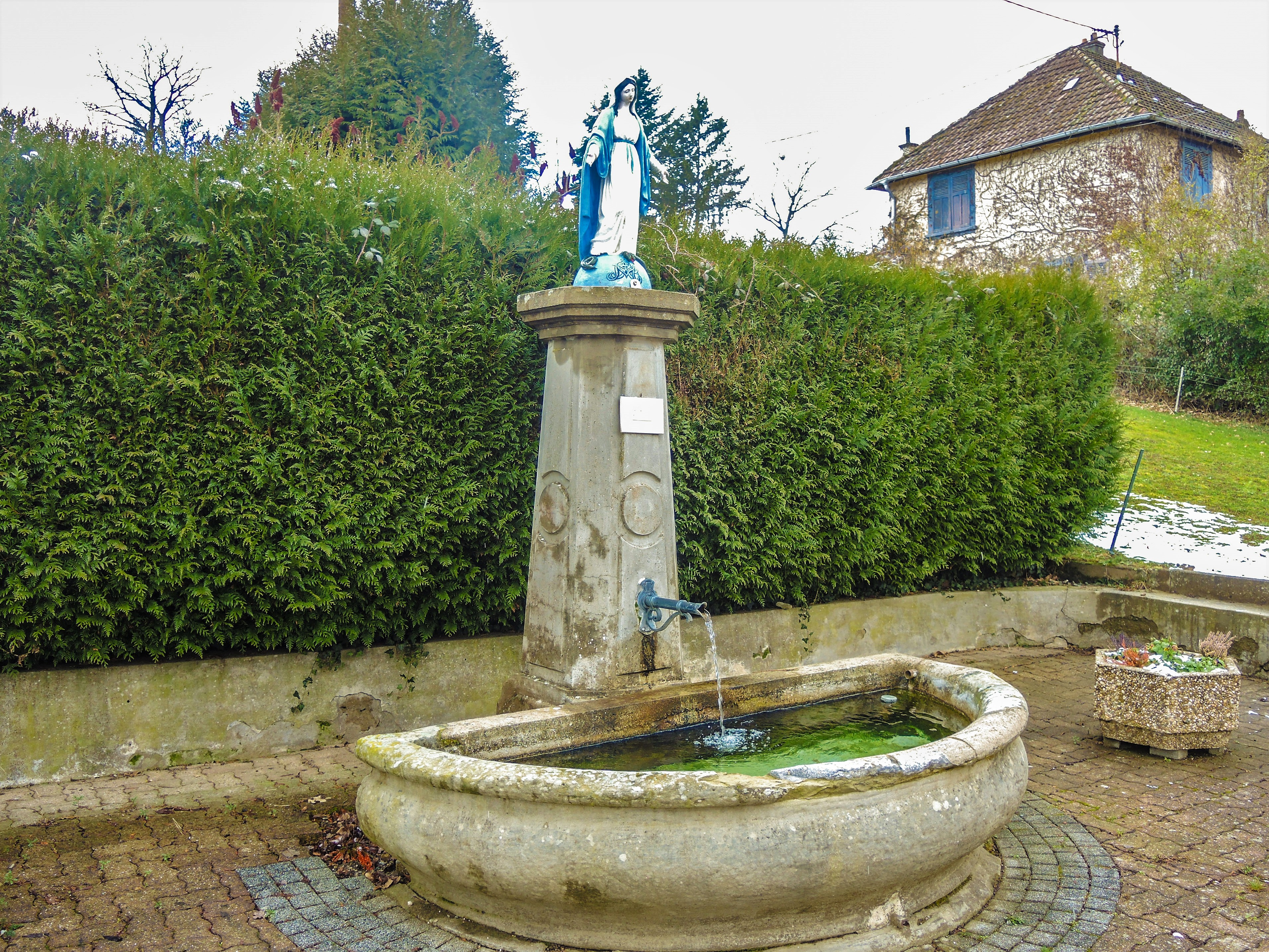
Fontaine de la Vierge à Mortzwiller.

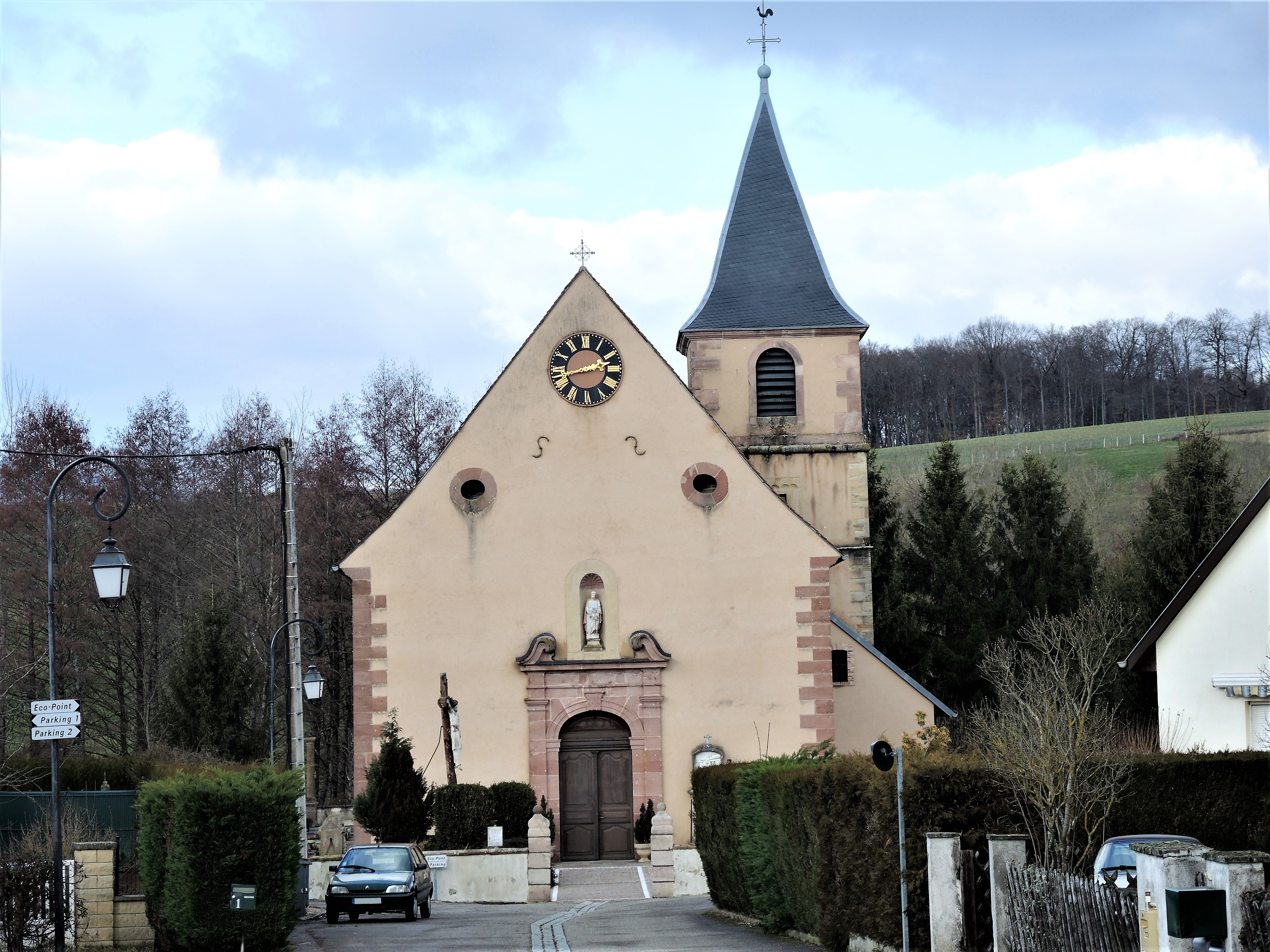
Église Sainte-Marguerite de Soppe-le-Haut

- Fontaine de la Vierge à Mortzwiller.Église Sainte-Marguerite de Soppe-le-HautÉglise Sainte-Marguerite de Soppe-le-Haut.